# Santa Ana de Pusa
Santa Ana de Pusa – gmina w Hiszpanii, w prowincji Toledo, w Kastylii-La Mancha, o powierzchni 19,44 km². W 2011 roku gmina liczyła 512 mieszkańców.